# O Último Beijo (telenovela)
O Último Beijo é uma telenovela portuguesa, exibida pela TVI entre 12 de Abril de 2002 e 26 de Agosto de 2003. Trata-se de uma adaptação da novela argentina Luna Salvaje.
Era transmitida aos sábados e, ocasionalmente, aos domingos, pelas 23h. Porém, na reta final, passou a ser transmitida também de segunda a sexta-feira, no mesmo horário. Foi reposta nas madrugadas da TVI em 2013, nunca tendo sido exibida no canal de reposições TVI Ficção.

## Sinopse
Maria é uma mulher simples, que não teve oportunidade de estudar, pois cedo começou a trabalhar para ajudar a família. Era ainda uma jovem adolescente quando deixou a casa da mãe com o seu irmão Miguel. Tudo na vida de Maria gira à volta de Miguel, que é para ela como o seu próprio filho. Apesar de todas as dificuldades que tem de suportar e que se agravam com a falta de estudos e a inocência que a caracterizam, Maria mantém um forte sentido de honra e dignidade e nunca escolheu o caminho mais fácil na sua luta pela sobrevivência.
Maria vive com o irmão e com Inácio que começou a beber demais e a tornar-se agressivo, até violento com o pequeno Miguel.
A história começa quando Maria descobre que o irmão ficou surdo, devido a uma meningite. Como mal consegue o suficiente para viverem, quando percebe que não poderá pagar a operação que devolveria a audição a Miguel, a sua angústia aumenta. É por aqui que Rita vai conseguir chegar-lhe ao coração...
Rita Montez sempre foi uma menina que teve tudo o que desejou, incluindo o grande amor da irmã, Afonso, com quem casou.
Rita nunca conseguiu engravidar. Submeteu-se a todos os tratamentos possíveis, sem sucesso. Os médicos descobriram que o casal era geneticamente incompatível e todas as esperanças de um filho caíram por terra. Esta contrariedade foi um duro golpe, porque o casal tinha adoptado um filho, Bernardo, que morreu atropelado e que deixou um vazio pesado entre eles. Além disso, Rita teme que Afonso a deixe, se não tiverem um filho que os una, pois a relação está desgastada pelos descontroles emocionais dela e as infidelidades dele. Mais, Duarte Montez, o patriarca da família, reclama por netos que continuem a desenvolver o património da família.
O frágil equilíbrio emocional de Rita vai sofrer um enorme abalo com o regresso de Francisca, a sua irmã mais velha, desaparecida durante 15 anos e que Duarte reencontra agora. Além do regresso da filha mais velha, chega também Beatriz, filha de Francisca e a neta com que Duarte ansiava.
Rita sente-se duplamente ameaçada. Por um lado, Francisca parece manter a velha paixão por Afonso e por outro, deu a Duarte a tão desejada neta, vencendo-a na mais difícil batalha.
Rita tudo fará para restaurar a sua ordem e a sua preponderância nas vidas dos seus dois homens: o pai e o marido...
É assim que Maria entra na vida do casal. Rita escolheu-a para uma missão difícil: ela quer que Maria a substitua e seja a sua barriga; a mulher que a vai ajudar a ter um filho de Afonso!
A princípio, Maria rejeita completamente o plano de Rita. Mas Rita não é mulher para aceitar um não e consegue não só convencer o marido a embarcar nessa aventura, como deixar Maria numa situação de dívida irreparável. Afonso vai ficar irremediavelmente atraído por Maria e ela não será apenas mais uma aventura...
Muito embora Afonso sinta ter uma dívida pesada que o prende a Rita. Sem o apoio financeiro da mulher, ele nunca conseguiria manter o nível de de vida de Edmundo, o seu pai; que vive há muitos anos preso a uma cadeira de rodas. Edmundo precisa de cuidados permanentes e é Afonso quem paga as altas contas para o manter numa luxuosa casa de repouso com todo o apoio médico e técnico.
Edmundo sofre diariamente a humilhação de ser sustentado pelo dinheiro de Duarte Montez... No passado, ele e Duarte disputaram o amor de Carmen, uma cortesã que escolheu a independência económica que Duarte lhe acenou, ao amor de Edmundo. Por isso a sua situação é ainda mais dolorosa e Edmundo não perdoa ao filho ter-se casado com a filha do seu rival. Sobretudo, não perdoa à vida a ironia de agora ser, também ele, sustentado pelo dinheiro do homem que lhe roubou a mulher amada.

## Elenco
| Ator                     | Personagem                 |
| ------------------------ | -------------------------- |
| Adriano Carvalho         | Inácio Pinto               |
| Ana Borges               | Eva Ramiro                 |
| Ângela Ribeiro           | Constantina da Purificação |
| António Melo             | Artur Buzina               |
| Carlos Santos (†)        | Edmundo Melo               |
| Cristina Cunha           | Célia Nunes                |
| Estrela Novais           | Josefa Salema              |
| Fernando Tavares Marques | Carlos Queiroz             |
| Filipe Ferrer (†)        | Duarte Montez              |
| Io Apolloni              | Amélia Coleti              |
| Joana Seixas             | Maria Fernandes            |
| Joana Solnado            | Beatriz Montez             |
| Lia Gama                 | Cármen Souza               |
| Luís Gaspar              | Juvenal Araújo             |
| Luís Simões              | Miguel Fernandes           |
| Manuela Couto            | Francisca Montez           |
| Mara Lúcia Galinha       | Cristina                   |
| Maria Tavares            | Ivone Firmino              |
| Nuno Soares Franco       | Henrique Queiroz           |
| Pedro Lima (†)           | Afonso Melo                |
| Pompeu José              | Dinis Firmino              |
| Rui Neto                 | Vasco Ribeiro              |
| São José Correia         | Rita Montez                |
| Silvia Balancho          | Judite Trindade            |
| Sylvie Rocha             | Ana Júlia Firmino          |
| Teresa Macedo            | Diana Medeiros             |

## Participações especiais
| Ator            | Personagem |
| --------------- | ---------- |
| Dalila Carmo    | Verónica   |
| Fátima Belo     | Lúcia      |
| João Reis       | Dr. Dimas  |
| Marques D'Arede | Patrício   |
| Rita Salema     | Sofia      |

## Elenco adicional
| Ator                 | Personagem                              |
| -------------------- | --------------------------------------- |
| Afonso Melo          | Dr. Figueiredo                          |
| Albano Jerónimo      | Empregado do café                       |
| Alexandre da Silva   | Edmundo (jovem)                         |
| Álvaro Faria         | Médico                                  |
| Ana Mafalda          | Mãe                                     |
| Ana Rocha            | Carmen (jovem)                          |
| André Maia           | Norton                                  |
| António Aldeia       | Mário (motorista dos Montez)            |
| Augusto Portela      | Dr. Góis                                |
| Benjamim Falcão      | Castro                                  |
| Carlos Aurélio       | Inspector Brito                         |
| Carlos Lacerda       | Dr. Torres                              |
| Catarina Matos       | Elisa                                   |
| Cláudia Chéu         | Enfermeira                              |
| Cristóvão Campos     | Filipe                                  |
| Edmundo Rosa         | Gusmão                                  |
| Filipa Gordo         | Domingas                                |
| Gonçalo Diniz        | Marcelo                                 |
| Guida Ascensão       | Clara (mulher que se envolve com Dinis) |
| Henrique Pinho       | Mecânico                                |
| Joana Brandão        | Margarida                               |
| João Craveiro        | Tomané                                  |
| João Pedro Cary      | Bernardo (filho de Rita e Afonso)       |
| Jorge Estreia        | Baptista                                |
| Jorge Silva          | Dr. Gonçalo                             |
| José Meireles        | Gonçalo Lapa                            |
| Luís Soveral         | Comandante Polícia Naval                |
| Luzia Paramés        | Luísa                                   |
| Manuel Lourenço      | Luís                                    |
| Márcia Leal          | Enfermeira                              |
| Marina Albuquerque   | Enfermeira Dora                         |
| Micaela Cardoso      | Enfermeira                              |
| Miguel Romeira       | Inspector Martins                       |
| Nuria Madruga        | Carla                                   |
| Paulo Oom            |                                         |
| Pedro Barão          | Médico                                  |
| Pedro Górgia         | Paulo                                   |
| Pedro Pernas         | Cúmplice de Inácio                      |
| Pedro Pulido Valente | Manel                                   |
| Raquel Henriques     | Susana (secretária de Duarte)           |
| Rita Andrade         | Tininha                                 |
| Rosa Castro André    | Professora de Miguel                    |
| Rui Quintas          | João Maria                              |
| Sandra B.            | Rosa                                    |
| Sandra Cóias         | São                                     |
| Sofia Aparício       | Vera                                    |
| Tiago Fernandes      | Tiago                                   |
| Tina Barbosa         | Vizinha                                 |

## Banda Sonora

### CD
| N.º | Título                            | Música       | Personagem     | Duração |  |
| 1.  | "O Último Beijo"                  | Lara Li      | Genérico       |         |  |
| 2.  | "Foi Feitiço"                     | André Sardet | Maria e Afonso |         |  |
| 3.  | "Maria"                           | Ana Ritta    | Maria          |         |  |
| 4.  | "Ser só Tua"                      | Lara Li      | Rita Montez    |         |  |
| 5.  | "Puto Sonhador"                   | André Sardet |                |         |  |
| 6.  | "Ana Júlia"                       | Micaela      |                |         |  |
| 7.  | "O Último Beijo Por André Sardet" | André Sardet |                |         |  |
| 8.  | "Olhos de Gasolina"               | Pilar        |                |         |  |
| 9.  | "Pudesse eu Mudar"                | Rita Wilson  |                |         |  |
| 10. | "A Carta Que eu Nunca te Escrevi" | Boss Ac      |                |         |  |
| 11. | "O Último Beijo"                  | Toy          |                |         |  |
| 12. | "Boca Escarlate"                  | Lia Gama     | Carmen         |         |  |
| 13. | "Constantina"                     | Leonor       | Constantina    |         |  |
| 14. | "O Último Beijo II"               | Pilar        |                |         |  |